# 剣名舞
剣名 舞（つるぎな まい、1955年 - ）は、日本の漫画原作者。男性。東京都葛飾区出身。中央大学卒業。株式会社剣名プロダクション代表取締役。大阪芸術大学キャラクター造形学科客員准教授。プロデビュー講座主宰。日本漫画家協会員。劇画村塾2期生。

## 主な作品
- ザ・シェフ（作画：加藤唯史）全41巻
  - ザ・シェフ―新章（原案）全20巻
  - ザ・シェフ・ファイナル（原案） 全1巻
  - ザ・シェフALIVE（原案）
- 海猫亭へようこそ（作画：村尾忠義）
- M.C.☆LAW（作画：浅田有皆）全3巻
- 女医レイカ[5][6]（作画：嶺岸信明）全18巻
- 涙を拭いて（作画：三浦みつる）全2巻
- ヒットメイカー（作画：那須輝一郎）
- アゲンスト凪平 （作画：ほしのちあき）
- 妖怪人間ベムRETURNS（作画：津島直人）（脚本・設定協力）全5巻
- 仮面の野望～デスバラード～（作画：檜垣憲朗）全4巻
- ザ・ビジネスマン（協力：衣鳩久哉・作画：奈純伊代）
- 検死官キタロー（作画：桜二等兵）
- セラピスト粧子（作画：三浦みつる）
- 女優―アクトレス―（作画：大矢結子）
- 女囚島（作画：岩田和久）
- キャディ物語（作画：石井さだよし）
- ZERO CITY（原案・石井竜也　作画：フーロン）
- トリプルR（作画：ほんまりう）
- うさぎ（作画：青柳裕介）
- アニキに雀杯（作画：土山しげる）
- 大江戸どんぶり繁盛記（作画：石井さだよし）
- 急がばまわれ（作画：藤みき生）
- 鳳凰の翼（作画：佐多みさき）
- 浅草おけら通り（作画：みやたけし）
- 恋愛株式会社（作画：いつきたかし）
- トリックスター（作画；加藤唯史）
- 電脳呪術師ユウキ（作画：篠原正美）
- FIGARO（作画：篠原正美）
- 麻雀十番勝負（作画：福本伸行　他）
- 闇の処刑人（作画：遊人）
- 世の中バカなのよ（作画：遊人）
- 弁護士オセロ（作画：甲良幹二朗）
- 毒を喰らわば（作画：内山まもる）
- ザ・シェフ（小説版）
- 女医レイカ～殺意のハイヒール（小説版）
- かけがえのない女になる方法（エッセイ）
- 漫画原作で1億円稼ぐ方法（エッセイ）
- タイムカプセル（小説作品）[7]
- メモリーダイヤル ～明日の君にさよなら（小説作品）[8]

## ドラマ化
- ザ・シェフ 1995年10月21日から12月16日まで、日本テレビ系でテレビドラマ化された。東山紀之主演、全9話。
- 女医レイカ 1999年8月6日 21:02～22:51 / CX 名取裕子主演。

## 舞台化
- 「涙を拭いて」アテレコライヴ
- 「タイムカプセル」（於・中野テアトルBONBON）
- 「メモリーダイヤル～明日の君にさよなら」（於・東部フレンドホール）
- 「死刑島」（於・両国エアスタジオ）
- 「女医レイカ」（於・池袋シアターグリーン）
- 「未来の君へ」（於・中野ポケット）
- 「ザ・シェフ～人生のレシピ」（於・中野テアトルBONBON）
- 「死刑島2021」（於・池袋シアターグリーン）
- 「死刑島」2022年版（於・中野劇場HOPE)
- 「女医レイカ～心の声がきこえますか」（於・池袋シアターグリーン）

## 映画化
- 「タイムカプセル」
- 「未来の君と僕へ」
- 「貞子の怨念」

## 音楽
- 真野清美「人が好き」　作詞：川瀬有希子（現：川世有希子）　作曲：剣名舞、川瀬有希子　編曲：笈田和孝
- 呑娘。「本当の笑顔を見せて」　作詞：剣名舞　作曲：川瀬有希子　編曲：Zenn
- 守永真彩「Call me～抱き締めてくれるなら」　作詞：剣名舞　作曲：上江洌亮二（舞台「タイムカプセル」主題歌）
- ひづきようこ「人生のレシピ」　作詞：剣名舞　作曲：ひづきようこ　編曲：居倉健（舞台「ザ・シェフ」主題歌）
- ひづきようこ「心の声がきこえますか」　作詞：剣名舞　作曲：池内宗基（舞台「女医レイカ」主題歌）
- 吉崎さとし「みちしるべ」　作詞：剣名舞　作曲：吉崎さとし

### プロデュース
- エルチャンス「胸いっぱいの愛を!」[9]　作詞：剣名舞、松浦裕子　作曲：金澤寛夢
- セーラー娘（大西真由＆近江祐香）「とんぼりラプソディ」[10][11]　作詞：剣名舞　作曲：剣名舞　編曲：宮島知穂、古賀稔宏

## 出演

### TV
- テレビ東京「ヨソで言わんとい亭〜ココだけの話が聞ける（秘）料亭〜」2016年1月21日放送

### ラジオ
- 市川うららFM「どら美の人生リサイクル」2018年3月20日放送

### WEB番組
- 中野アドレス放送局「yukkoのくちびるネットワーク」2008年7月8日放送
- SHOWROOM「猫舌SHOWROOM」2019年12月7日放送、2020年2月8日放送
- 鳥越アズーリFM「昭和カプセル」2021年4月6日放送